# Deropeltis barbeyana
Deropeltis barbeyana är en kackerlacksart som beskrevs av Henri Saussure 1895. Deropeltis barbeyana ingår i släktet Deropeltis och familjen storkackerlackor.
Artens utbredningsområde är Etiopien. Inga underarter finns listade i Catalogue of Life.